# Самнер Пејн
Самнер Пејн (енгл. Sumner Paine; Бостон, 13. мај 1868 — Бостон, 18. април 1904) је био амерички стрелац који је као представник САД учествовао на Олимпијским играма 1896. у Атини.
Пејн се пријавио за све три дисциплине у стрељаштву које су биле на програму, а такмичио се само у две — војнички пиштољ са 25 метара и пиштољ слободног избора, јер је заједно са својим братом Џоном Пејном дисквалификован у дисциплини пиштољ брза паљба, зато што није имао пиштољ прописаног калибра.
Браћа су имала „Колт“ револвере који су много супериорнији у односу на пиштоље које су њихови противници користили у дисциплини војнички пиштољ, тако да су убедљиво победили. Самнер је заузео друго место иза свог брата Џона са резултатом 380 кругова са 23 хица у мету од могућих 30. Трећепласирани је заостао са 205 кругова.
После ове победе Џон је напустио даље такмичење, па у последњој дисциплини, пиштољ слободног избора, Самнер лако побеђује постигавши исти резултат као његов брат у првој дисциплини, 442 круга, али са једним хицем мање (24). У овој дисциплини другопласирани је био Данац Холгер Нилсен који је доста заостао за Самнером са постигнутих 285 кругова.
После ове победе браћа Пејн су ушли у историју Олимпијских игара као прва два брата који су освојили златне медаље, а у дисцилини пиштољ слободног избора освојили су прво и друго место.
Самнер Пејн је завршио медицинске студије у Колораду, али никада се није бавио послом лекара, већ је радио као сценограф у оружари у Паризу.